# Lomnița, Dobrici
Lomnița (în bulgară Ломница, în română Matlămova) este un sat în comuna Dobricika, regiunea Dobrici, Dobrogea de Sud, Bulgaria. 
Între anii 1913-1940 a făcut parte din plasa Ezibei a județului Caliacra, România.

## Demografie
Componența etnică a satului Lomnița
     Bulgari (20,95%)
     Nicio identificare (12,38%)
     Romi (17,46%)
     Turci (34,28%)
     Altele (14,92%)
La recensământul din 2011, populația satului Lomnița era de 315 locuitori. Nu există o etnie majoritară, locuitorii fiind turci (34,28%), bulgari (20,95%) și romi (17,46%). Pentru 12,38% din locuitori nu este cunoscută apartenența etnică.